# Бербулецу (комуна)
Бербулецу (рум. Bărbulețu) — комуна у повіті Димбовіца в Румунії. До складу комуни входять такі села (дані про населення за 2002 рік):
- Бербулецу (1409 осіб)
- Гура-Бербулецулуй (599 осіб) — адміністративний центр комуни
- Четецуя (434 особи)

Комуна розташована на відстані 98 км на північний захід від Бухареста, 25 км на північний захід від Тирговіште, 147 км на північний схід від Крайови, 64 км на південь від Брашова.

## Населення
За даними перепису населення 2002 року у комуні проживали 6848 осіб.
Національний склад населення комуни:
| Національність | Кількість осіб | Відсоток |
| -------------- | -------------- | -------- |
| румуни         | 6846           | > 99,9%  |
| угорці         | 1              | < 0,1%   |
| цигани         | 1              | < 0,1%   |

Рідною мовою назвали:
| Мова      | Кількість осіб | Відсоток |
| --------- | -------------- | -------- |
| румунська | 6847           | > 99,9%  |
| німецька  | 1              | < 0,1%   |

Склад населення комуни за віросповіданням:
| Релігія                                       | Кількість осіб | Відсоток |
| --------------------------------------------- | -------------- | -------- |
| православні                                   | 6790           | 99,2%    |
| бретрени                                      | 34             | 0,5%     |
| лютерани                                      | 14             | 0,2%     |
| адвентисти                                    | 7              | 0,1%     |
| римо-католики                                 | 1              | < 0,1%   |
| реформати                                     | 1              | < 0,1%   |
| лютерани (Синодально-пресвітеріанська церква) | 1              | < 0,1%   |